# هيلاري ديفيز
هيلاري ديفيز (بالإنجليزية: Hilary Davies)‏ هي مترجمة وكاتِبة وشاعرة بريطانية، ولدت في 1954.